# 维多利亚皇宫剧院
维多利亚皇宫剧院（Victoria Palace Theatre）是一个西区剧院，位于英国伦敦西敏市维多利亚街，维多利亚车站对面。

## 历史
此处原为附属于皇家标准酒店的皇家标准音乐厅（Royal Standard Music Hall）。1910年拆除酒店後，由建筑师Frank Matcham设计，斥资12,000英镑，建造目前的剧院，1911年11月6日开张。

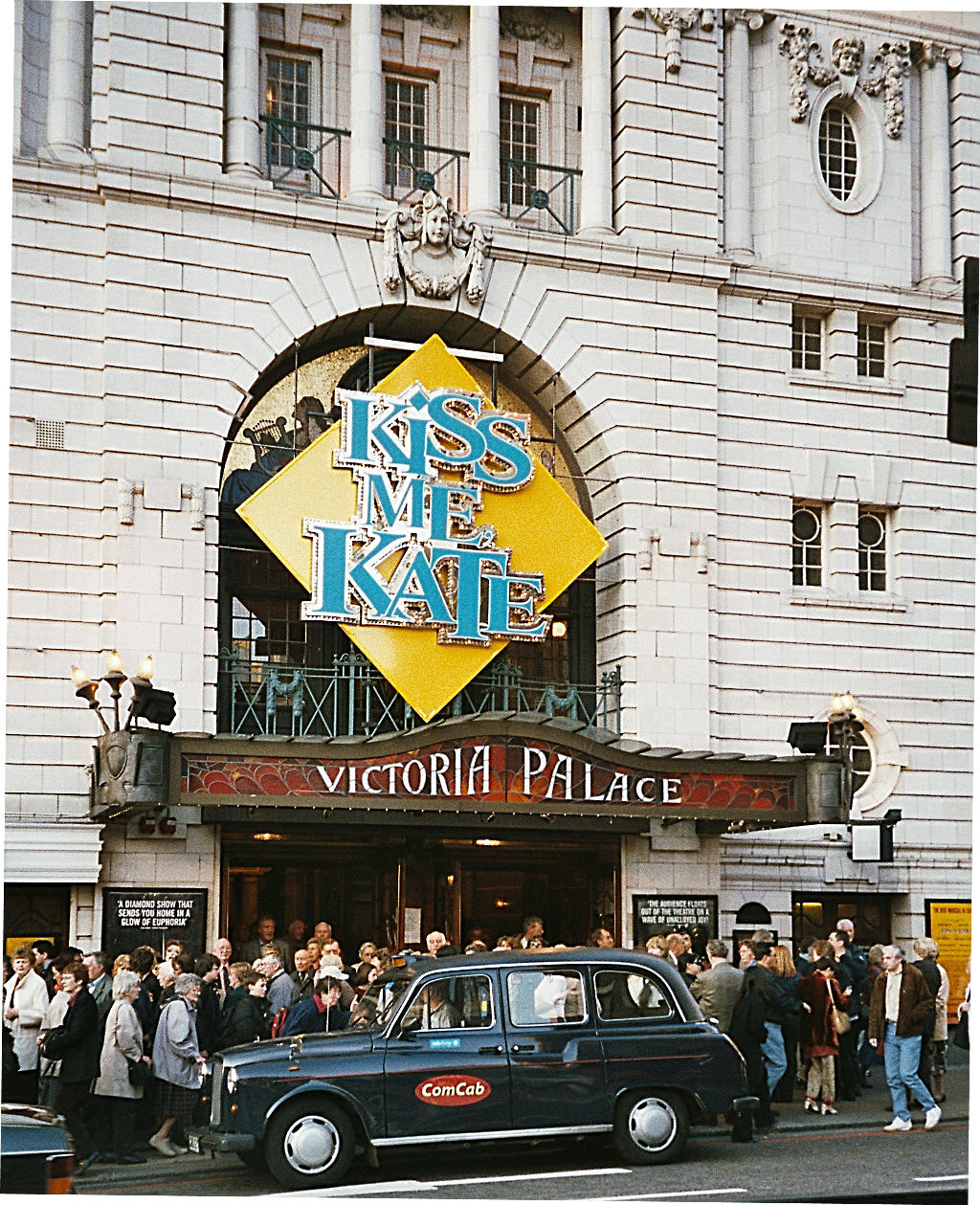

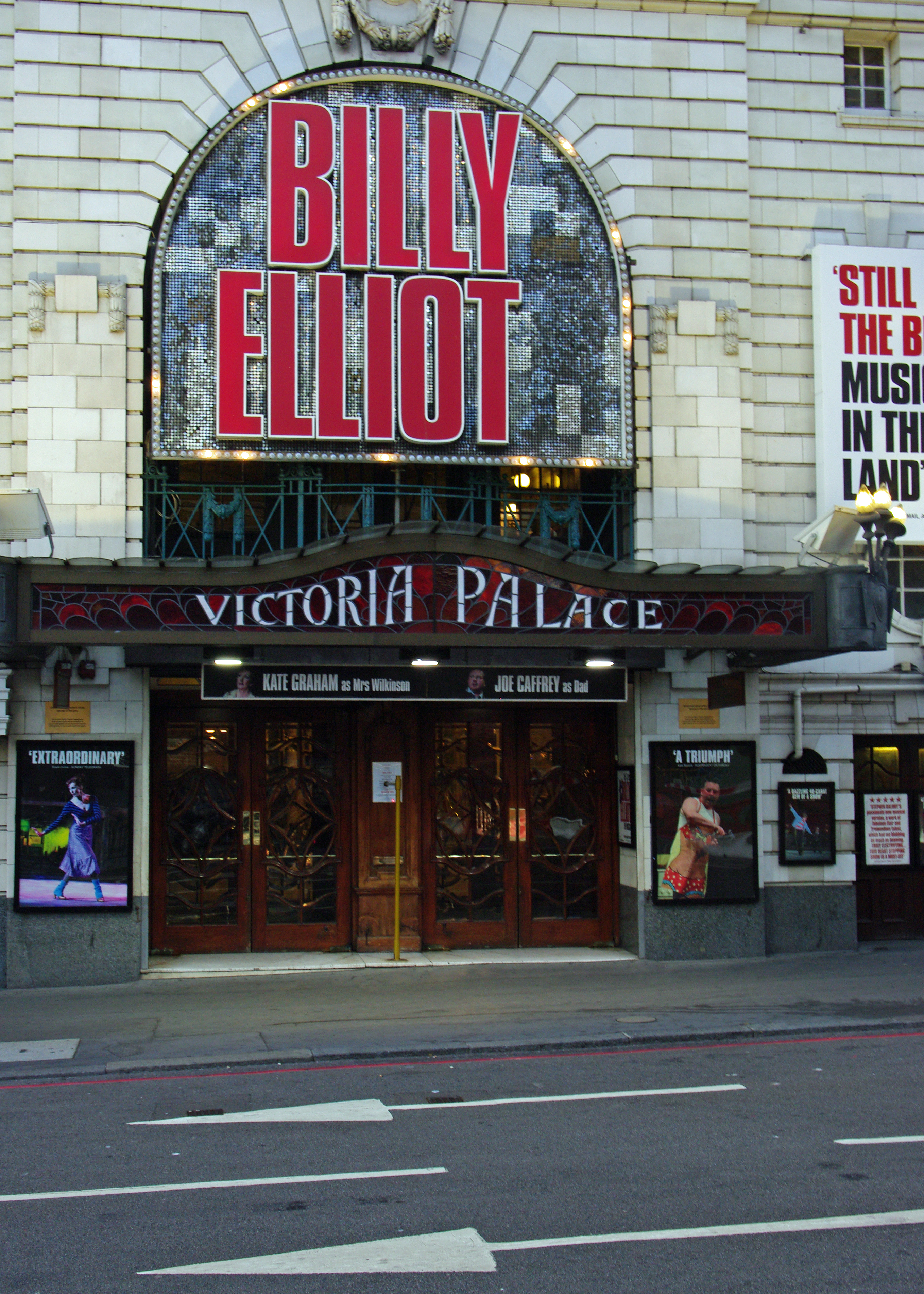